# José Agustín Valbuena Jáuregui
José Agustín Valbuena Jáuregui (* 20. Mai 1927 in Facatativá; † 24. März 2024 in Silvania) war ein kolumbianischer Geistlicher und römisch-katholischer Bischof von Valledupar.

## Leben
José Agustín Valbuena Jáuregui war das fünfte von sieben Kindern des Ehepaares José María Valbuena und Albertina Jáuregui. Er wuchs in Facatativá auf, später in Ibagué, wohin die Familie umgezogen war. Als Kind wurde er, wie damals in Lateinamerika üblich, noch vor seiner Erstkommunion gefirmt. Ein Onkel, der Priester war, förderte ihn in seiner Berufung. So trat er in das Priesterseminar in Ibagué ein. Im Alter von 22 Jahren empfing am 20. November 1949 durch Bischof Pedro María Rodríguez Andrade das Sakrament der Priesterweihe für das Bistum Ibagué.
Als junger Priester war er 1950 Kooperator in Espinal, 1951 Lehrer am Kleinen Seminars in Ibagué, 1952/1953 Kooperator in El Guamo, 1953/1954 Pfarrer in Honda und von 1955 bis 1960 Pfarrer von Nuestra Señora del Perpetuo Socorro in Ibagué. Sein Bischof entsandte ihn von 1963 bis 1964 zu einem postgradualen Studium der Liturgiewissenschaft in der Benediktinerabtei Zevenkerken in Brügge. Nach seiner Rückkehr nach Kolumbien war er von 1964 bis 1977 Pfarrer der Pfarrei Maria Auxiliadora in Ibagué. Zudem war er von 1955 bis 1977 der Diözesanpräses der Katholischen Aktion und verantwortlich für die „cursillos de cristiandad“ (Grundkurse des Glaubens für Erwachsene).
Papst Paul VI. ernannte José Agustín Valbuena am 9. September 1977 zum Bischof von Valledupar. Der Apostolische Nuntius in Kolumbien, Erzbischof Eduardo Martínez Somalo, spendete ihm am 25. Oktober desselben Jahres in der Kathedrale von Ibagué die Bischofsweihe; Mitkonsekratoren waren José Joaquín Flórez Hernández, Erzbischof von Ibagué, und Buenaventura Jáuregui Prieto, emeritierter Bischof von Zipaquirá. Seinen bischöflichen Wahlspruch „colaborantes fidei evangelii“ (spanisch: Mitarbeiter für den Glauben an das Evangelium) entnahm José Agustín Valbuena dem Philipperbrief (Phil 1,27 ).
Die Amtseinführung im Bistum Valledupar erfolgte am 10. Dezember 1977. Danach besuchte er alle Pfarreien seines Bistums, die entlegenen auf dem Rücken eines Maultiers oder zu Fuß, um die Lebensumstände seiner Diözesanen und die örtlichen kirchlichen Gegebenheiten kennenzulernen. Wichtige Anliegen waren ihm die Katholische Soziallehre und deren Verwirklichung, unter anderem durch die Unterstützung von Genossenschaften und handwerklichen Kleinstbetrieben, die Friedenserziehung, der Aufbau von Kleinen Kirchlichen Gemeinschaften und die Gründung eines diözesanen Priesterseminars.
Am 10. Juni 2003 nahm Papst Johannes Paul II. seinen altersbedingten Rücktritt an.